# Фурштатов, Леонид Никифорович
Леонид Никифорович Фурштатов — советский хозяйственный и государственный деятель, лауреат Государственной премии СССР за выдающиеся достижения в труде.

## Биография
Родился в 1941 году в селе Изгары. Член КПСС.
В 1957—1960 годах — рабочий совхоза «Алга» Чистопольского района Татарской АССР.
В 1960—1963 годах — военнослужащий Советской армии.
В 1964—2006 годах — оператор подземного ремонта НГДУ «Елховнефть».
За большой личный вклад в увеличение добычи нефти и газа был в составе коллектива удостоен Государственной премии СССР за выдающиеся достижения в труде 1986 года.
Отличник нефтяной промышленности СССР (1989), заслуженный нефтяник Республики Татарстан (1992).
Живёт в Альметьевске.

## Награды
- Орден Трудовой Славы II степени (1981)
- Орден Трудовой Славы III степени (1975)